# Рейсс-Андерсен, Гуннар
Гуннар Рейсс-Андерсен (норв. Gunnar Reiss-Andersen; 21 августа 1896, Ларвик Вестфолл — 29 июля 1964, Арендал) — норвежский поэт-лирик, писатель
, художник, иллюстратор.

## Биография
С 17 лет матросом на плавал на бриге, шкипером которого был его дядя. В 1916 году поступил на военную службу. Позже учился живописи в Копенгагене и Париж. В течение нескольких лет работал художником и иллюстратором, а также искусствоведом в газете Arbeiderbladet.
В 1921 году дебютировал как поэт со сборником стихов «Год инаугурации».
Во время Второй Мировой войны участвовал в движении сопротивления, чтобы избежать ареста гестапо, вынужден был бежать в Швецию. Получил широкое признание в Норвегии, выступая в качестве одного из видных сторонников сопротивления вместе с Н. Григом и А. Оверландом. Его вклад включал в себя несколько сборников стихов, ориентированных на антифашистское сопротивление, в том числе сборник, написанный в основном в Норвегии под названием Kampdikt fra Norge 1940-43 («Военная поэзия из Норвегии 1940-43»), который был опубликован в Стокгольме в 1943 году, и Norsk røst («Норвежский голос Совесть»), изданный в Стокгольме в 1944 г. Его стихи, написанные во время войны, ранее распространявшиеся нелегально, весной 1945 г. были изданы в Норвегии сборником и пользовались большой популярностью.
Во время своего пребывания в Швеции он познакомился с модернистской шведской поэзией и находился под ее сильным влиянием.

## Избранные произведения
- Indvielsens aar, dikt (1921)
- Kongesønnens bryllup (1926)
- Himmelskrift (1928)
- Lykkens prøve (1931)
- Kampdikt fra Norge (1943)
- Norsk røst (1944)
- Dikt fra krigstiden (1945)
- Prinsen av Isola (1949)
- Usynlige seil (1956)
- År på en strand (1962)

## Награды
- 1962 — Орден Святого Олафа
- 1941 — премия Gyldendals legat
- 1953 — Премия Доблоуга
- 1962 — Литературная премия Северного совета (номинирован)